# كاشف بانغناجادي
كاشف بانغناجادي (باليابانية: バングーナガンデ 佳史扶) (مواليد 24 سبتمبر 2001) هو لاعب كرة قدم ياباني.

## وصلات خارجية
- كاشف بانغناجادي على موقع رابطة كرة القدم اليابانية للمحترفين (اليابانية)
- كاشف بانغناجادي على موقع إي إس بي إن إف سي (الإنجليزية)
- كاشف بانغناجادي على موقع قاعدة بيانات كرة القدم.إي يو (الإنجليزية)
- كاشف بانغناجادي على موقع ناشيونال فوتبول تيمز (الإنجليزية)
- كاشف بانغناجادي على موقع Soccerbase.com (لاعب) (الإنجليزية)
- كاشف بانغناجادي على موقع Soccerway.com (الإنجليزية)
- كاشف بانغناجادي على موقع عالم كرة القدم.نت (الإنجليزية)